# Tchaplyne
Tchaplyne (en ukrainien : Чаплине) ou Tchaplino (en russe : Чаплино) est une commune urbaine de l'oblast de Dnipropetrovsk, en Ukraine. Sa population s'élevait à 2 905 habitants en 2025.

## Géographie
Tchaplyne se trouve à 19 km au sud-est de Vassylkivka, à 77 km au nord-est de Zaporijjia, à 96 km à l'est de Dnipro, à 118 km à l'ouest de Donetsk et à 488 km au sud-est de Kiev.

## Histoire
Le nom du village provient de la rivière Tchaphyne, qui coule à proximité. Il fut fondé à l'occasion de la construction de la voie ferrée, qui devait relier les gisements de charbon de Donetsk aux gisements de minerai de fer de Kryvyï Rih, entre 1882 et 1884. En 1896, une société belge commença la construction de l'usine Keramika, ce qui donna une nouvelle impulsion au développement du village et de la gare. Tchaplyne a le statut de commune urbaine depuis 1938.
La gare fût bombardée le 24 août 2022 causant la mort de 25 personnes.

## Population
Recensements (*) ou estimations de la population :
| 1923* | 1926* | 1959* | 1970* | 1979* | 1989* |
| ----- | ----- | ----- | ----- | ----- | ----- |
| 1 522 | 1 967 | 8 713 | 7 162 | 6 140 | 4 927 |

| 2001* | 2009  | 2010  | 2011  | 2012  | 2013  |
| ----- | ----- | ----- | ----- | ----- | ----- |
| 4 126 | 3 925 | 3 923 | 3 928 | 3 902 | 3 935 |

| 2018  | 2021  | 2022  | 2025  | - | - |
| ----- | ----- | ----- | ----- | - | - |
| 3 783 | 3 655 | 3 630 | 2 905 | - | - |

## Transports
Tchaplyne se trouve à 21 km de Vassylkivka et à 118 km de Dnipro par le chemin de fer. Elle se trouve à 21 km de Vassylkivka et à 124 km de Dnipro par  la route.